# Ubier
Ubierna var en germansk folkstam som vid Kr.f. bodde vid mellersta Rhen, söder om Teutoburgerskogen.  Ubierna var romarvänliga, och fick därför tillstånd att även bosätta sig på den västra stranden på romerskt område, vilket enligt Tacitus gjorde att de blev förhatliga ovänner till de övriga germanstammarna. Efter att Caesar besegrat gallerna och germanerna år 51 f.Kr. flyttade han över hela ubierstammen och andra romarvänliga germaner till landet väster om Rhen. Tanken var att dessa då skulle romaniseras, bli legosoldater, och så småningom tjänstgöra som en barriär mot de övriga germanerna. Detta verkar ha fungerat ganska bra, och ubierna uppgick snart i det romersk-galliska folket.